# Головка блока цилиндров

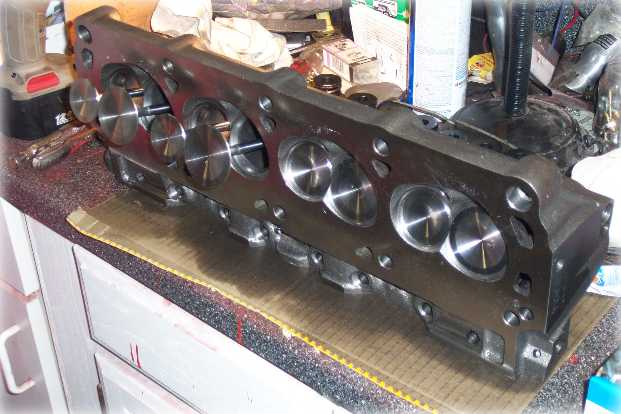
Головка блока с 2 клапанами на цилиндр

В поршневых двигателях внутреннего сгорания головка блока цилиндров (ГБЦ, часто называемая просто головкой)  монтируется на блок цилиндров, запирая цилиндр (цилиндры), и образуя тем самым замкнутые камеры сгорания. Стык головки и блока уплотняют прокладкой головки блока. В головке обычно монтируются клапаны с пружинами, свечи зажигания, форсунки. В зависимости от типа двигателя (тактность, система воспламенения, тип охлаждения, система газораспределения) устройство головки может отличаться в очень больших пределах. Некоторые двигатели с воздушным охлаждением (обычно двухтактные) головок не имеют, их одиночные цилиндры закрепляют к картеру.

## Материал ГБЦ, её крепление к блоку
Лёгкие автомобильные двигатели могут иметь головку из алюминиевого сплава, особенно это относится к искровым двигателям. Обычно такую деталь получают литьём в кокиль, либо под давлением (с последующей обработкой каналов), могут использоваться стержневые формы.
Тяжёлые двигатели, и значительная часть автомобильных дизелей имеют чугунную головку, также получаемую литьём. Сёдла клапанов (при их наличии) запрессовываются с предварительным их охлаждением в парах жидкого азота; вихрекамеры, втулки клапанов также устанавливают с натягом. Головка имеет обычно ходы для газов, охлаждающей жидкости, масляные каналы, и большое количество сквозных отверстий под болты/шпильки, которые притягивают головку к блоку.
Крепление головки к блоку осуществляется силовыми болтами или шпильками с гайками и шайбами (в случае болтов они также имеют шайбы). Как индивидуальные, так и общие для ряда цилиндров, головки монтируют с затяжкой по указанному заводом способу (последовательность, усилие затяжки, довороты на угол). Это необходимо для гарантии герметичности газового стыка и сохранности болтов. Упругость крепежа должна быть достаточна для сохранения затяжки при осадке прокладки газового стыка. Но превышение толщины металлоасбестовой (паронитной) прокладки или её просаживание (низкое качество, перегрев мотора) могут вызвать пробитие газового стыка головки, то есть выход двигателя из строя. Чтобы увеличить жёсткость прокладки, и тем гарантировать прижим, на современных дизелях чугунные головки монтируют с прокладками из мягкого железа.
Для дизелей толщина прокладки во многих моторах подбирается в соответствии с выступанием поршней. Если толщина окажется меньше необходимого, двигатель может начать стучать, больше — мощность до предела дымления уменьшится (поскольку объёмная доля воздуха в вихрекамере/камере в поршне будет меньше, а паразитный объём больше). Поэтому монтаж головки блока является ответственной операцией.

## Головка двигателя с воздушным охлаждением
Независимо от других особенностей, имеет развитое наружное оребрение вместо рубашки охлаждения. Наиболее распространённый в этом случае материал — силумин, поскольку его теплопроводность выше чугуна (двигатели бензопил, культиваторов, маломощных электростанций, однако встречаются и чугунные на стационарных и тракторных двигателях (где вес не влияет на показатели техники, а повышенная температура цилиндра не грозит детонацией). Основным показателем оребрения является отношение высоты рёбер к их ширине у основания, при его росте охлаждение улучшается.

## Головка нижнеклапанного двигателя
Отличается максимальной простотой — имеет лишь ходы для охлаждающей жидкости, сверления под шпильки, и резьбу под свечи. Всегда групповая, для ряда цилиндров. Сейчас применяется редко, ввиду низкой экономичности таких двигателей. Примеры двигателей: ЗИЛ-157, ГАЗ-А, ГАЗ-51. В этом случае все клапаны с их приводом монтируются в блоке.
Такое же устройство имеют головки двухтактных двигателей с кривошипно-камерной петлевой или дефлекторной продувкой. Плюсами также является лёгкость разборки и обслуживания, минимальная стоимость. Клапаны в головке также отсутствуют.

## Верхнеклапанная головка
Может быть индивидуальной для каждого цилиндра, в этом случае привод клапанов осуществляется штангами от расположенного в блока распредвала, либо общей для ряда цилиндров (блок может иметь один или несколько таких рядов). В случае общей головки количество вариантов её компоновки увеличивается: привод клапанов от штанг, верхний распредвал (OHC) или два верхних распредвала (DOHC).
Индивидуальные головки со штангами чаще применяют в дизелях, так как инерционные силы при меньшем числе оборотов не так велики, плюсом является меньшая масса каждой головки (облегчен монтаж). Крупноразмерные двигатели всегда имеют индивидуальные головки.
Общие головки с одним распредвалом обеспечивают управление двумя (реже четырьмя) клапанами на цилиндр, но сложны в разборке. Чаще всего имеют ручную регулировку зазоров.
Головки с двумя верхними распредвалами наиболее просто обеспечивают установку 4 клапанов на цилиндр и подачу масла к гидрокомпенсаторам. Осложняет дело лишь необходимость привода обоих валов от цепи/зубчатого ремня. Тем не менее в некоторых конструкциях валы соединены шестернями, и приводится один из них; ранние варианты имели шестерёнчатый привод от коленвала через вертикальные валики.

## Неисправности
Возможные неисправности:
- прорыв газов из-за искривления плоскости газового стыка, коррозии, срыва крепежа;
- трещины между сёдлами, выпадение седла;
- износ посадочного диаметра под распредвал или толкатели;
- износ направляющих клапанов;
- обломы крепежа, срыв резьб под свечу или болты, трещины вне газового стыка.

Также можно считать неисправностями головки в сборе поломки/износ входящих в узел деталей (клапаны, пружины, рокеры, компенсаторы).
В случае прорыва газов головку чаще всего фрезеруют, допустимое отклонение от плоскости (порядка 0,15 мм в среднеразмерных моторах) проверяют линейкой с набором щупов. Срывы резьбы под свечу устраняют установкой ввёртыша, сорванный крепёж заменяют ремонтными шпильками. Изношенные направляющие клапанов меняют, трещины вне газового стыка обычно могут быть заварены.
Трещины между сёдлами, по мере их развития, ведут к прорыву газов в рубашку охлаждения и отказу двигателя. Обычно эти трещины, а также и другие, проходящие через газовый стык, служат основанием для замены головки. Впрочем, в некоторых случаях, на свой страх и риск, они также могут быть заварены.
Износ постелей под распредвал ведёт к стуку и снижению давления масла. Диаметр восстанавливают бронзовыми или дюралевыми втулками, развёртываемыми по месту (в качестве развёртки обычно используют старый распредвал с «фрезерными» зубчиками). В случае съёмных крышек опор распредвала, они могут быть осажены на абразивном камне (с контролем диаметра после затяжки).
В случае разрушений поршня, колец, седла клапана головка получает сильные повреждения, обычно приводящие к её замене. Сильная коррозия от воды или повреждения от детонации также могут сделать ремонт невозможным. Выпавшее седло, при отсутствии других неприятностей, заменяют новым или высверленным с другой головки. Для установки охлаждают в парах жидкого азота, а после дополнительно зачеканивают. Трещина между сёдлами всегда ослабляет их посадку.

## Галерея

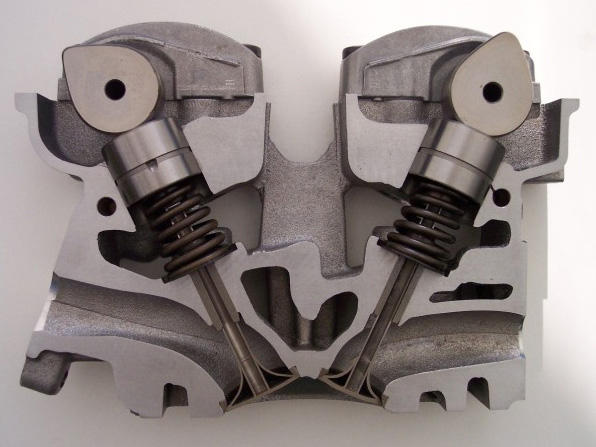
ГБЦ с двумя распредвалами и гидрокомпенсаторами
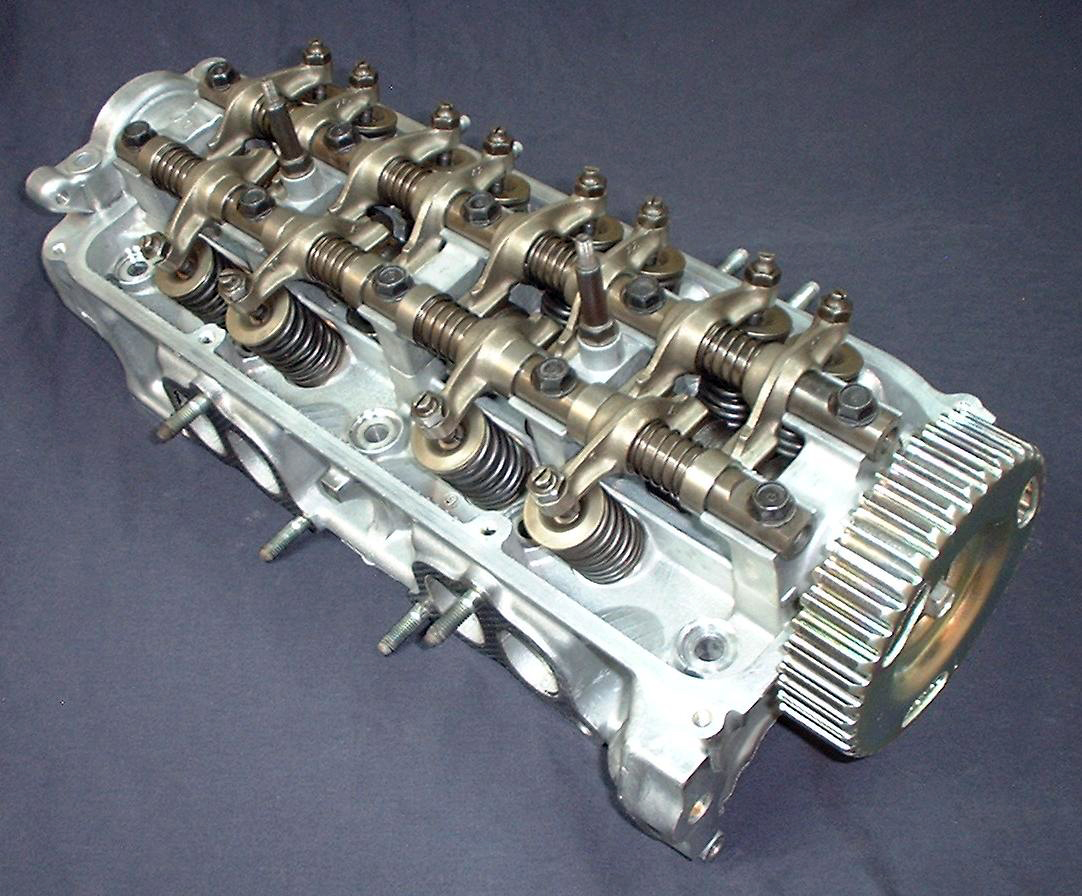
ГБЦ с верхним распредвалом, привод клапанов через коромысла
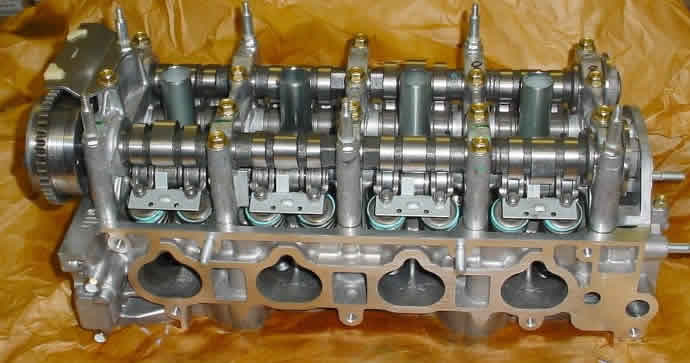
Головка (DOHC) двигателя Honda K20Z3.
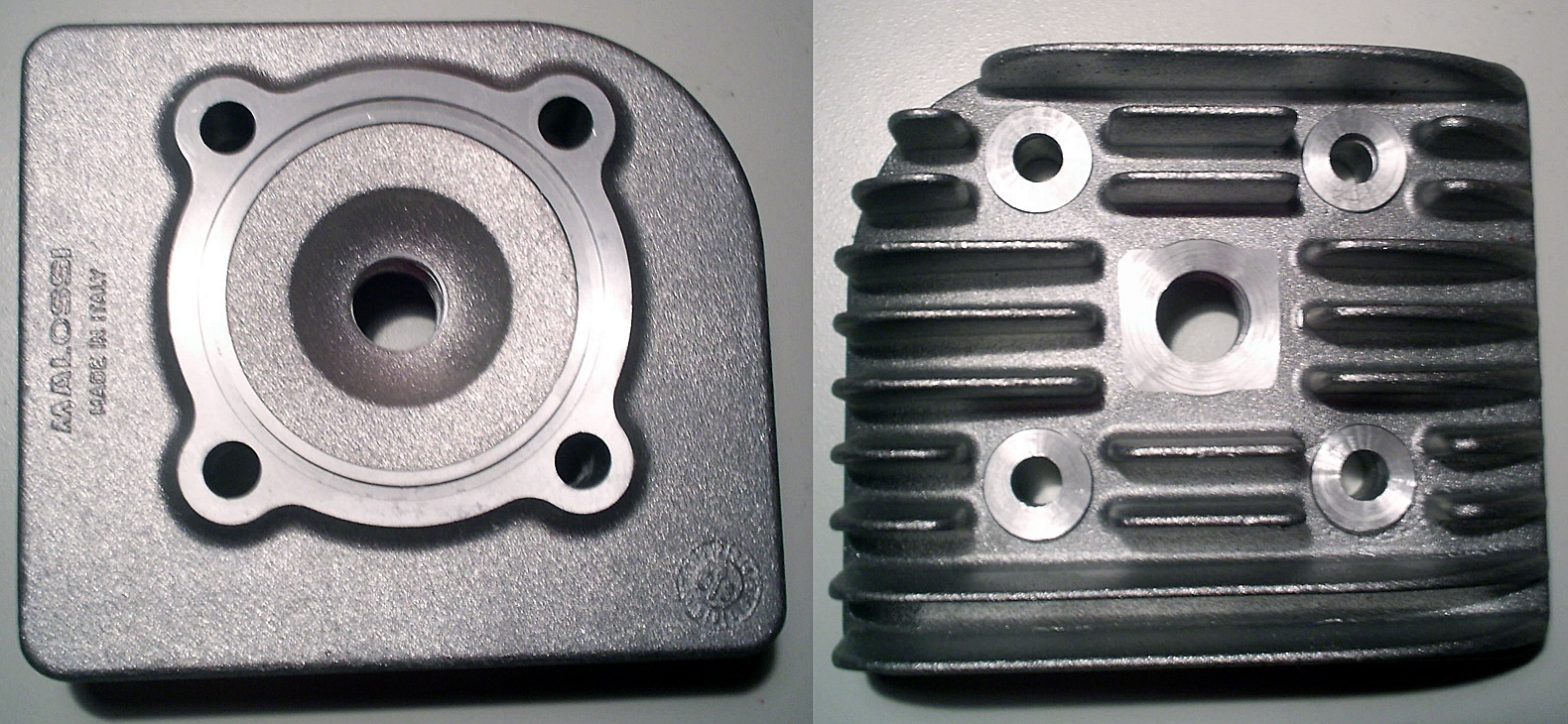
Простейшая головка двухтактного двигателя